# Belovka (Vorónej)
|  | Per a altres significats, vegeu «Belovka». |

Belovka (en rus: Беловка) és un poble de l'óblast de Vorónej, a Rússia, segons el cens del 2010 tenia 125 habitants.